# 世界宗教
2020年時点の世界の宗教別信者の割合

宗教分布図

世界宗教（せかいしゅうきょう）は、人種、民族を超え世界規模でその思想が浸透し、様々な国と地域で信仰されている宗教を指す。
全人類の平等、愛、共通の生活規準を含む信条や儀礼を特色としている。宗教の発達を概観した時、新しい段階に到達した宗教だと考えられている。
発祥地は問題ではなく、人種や地域によって人を差別せず、全人類を平等に扱い、その結果として、世界中でその教えが受け入れられている宗教が世界宗教である。
今日、世界宗教とみなされている宗教は、キリスト教、イスラム教、仏教である。
この記事では、あきらかに世界宗教とされているキリスト教、イスラム教、仏教を中心に説明し、曖昧なものについては言及を避ける。

## 世界宗教の信者数
| 宗教         | 信者数 | 分類             | 成立                           | 出典        |
| ------------ | ------ | ---------------- | ------------------------------ | ----------- |
| キリスト教   | 26億人 | アブラハムの宗教 | ユダヤ属州 (中東)・西暦30年頃  | [ 3 ] [ 4 ] |
| イスラム教   | 20億人 | アブラハムの宗教 | ヒジャーズ (中東)・西暦610年頃 | [ 5 ] [ 6 ] |
| ヒンドゥー教 | 12億人 | インド発祥の宗教 | インド亜大陸・紀元前500年頃    | [ 3 ]       |
| 仏教         | 5億人  | インド発祥の宗教 | インド亜大陸・紀元前5世紀頃    | [ 4 ]       |
| 民間信仰     | 4億人  | 地域的           | 全世界                         | [ 7 ]       |

## キリスト教
キリスト教徒は世界でおよそ26億人いるとされており、世界で最も信者数が多く、多くの国に広がっている。キリスト教は「愛の宗教」と言われる。聖典は聖書だが、キリスト教にとって特に重要なのは新約聖書であり、共観福音書に描かれているイエス・キリストが「時は満ち、神の王国は近くなった。 悔い改めて福音を信じなさい」と、神の王国の到来が近い、という福音を説き、罪ある人間を救済するために自ら十字架にかけられ、復活した、と信じる。全人類への偏りのない愛、アガペーを説く。人間を人種や民族で差別しない。

## イスラム教
ムスリムつまりイスラーム信者は世界でおよそ20億人いるとされており、世界人口のおよそ24%がムスリムだとされている。キリスト教に次いで世界で2番目に信者数の多い宗教である。
中東や北アフリカなど乾燥帯で古くから信仰されており、国境を越え、世界中に信徒が広がっている。近年の信徒の増加率は、キリスト教よりも大きい。
クルアーンを神が最後の預言者を通じて人々に下した（啓示した）とし、そこに書かれる教えを信じる。
アッラーのもとで人間は皆、同等だと考える。人間を人種や民族で差別しない。信徒同士の相互扶助関係を重んじる。

## 仏教
世界における仏教人口は、2020年時点でおよそ5億人強とされており、世界人口の6.3%が仏教徒だとされている。キリスト教、イスラム教、ヒンドゥー教に次いで世界で4番目に信者数の多い宗教である。
もともとアジアで広がったが、20世紀後半以降、キリスト教圏の南北アメリカやヨーロッパでも仏教人口が増えてきている。
仏教は釈迦の教えを源流としている。釈迦は人間を人種や民族で差別せず、人類共通の苦（ドゥッカ）に目を向け、それを自らの探求の出発点とし、ブッダガヤで悟りで得て、その智慧を人々に説いた。まず「生・老・病・死」の四苦、さらにその他の4苦も加えた四苦八苦を挙げ「人生は苦である」と説き、「執着を捨てれば苦から解脱し涅槃に達することができる。そのために八正道を実践せよ」と説いた。
仏教はインドから、中央アジア、東南アジア、中国、日本などに広がって行った（仏教のシルクロード伝播）。

## 歴史
かつてマニ教やゾロアスター教も世界宗教の性質を有していた。

## 曖昧な事例
どちらに分類されるか曖昧な宗教も無いわけではない。
シク教やジャイナ教は、民族宗教にありがちな、人種・民族による差別を行うような性格はほとんど持ち合わせず、全人類の救済を目的とした世界宗教的な性質をより多く持ち合わせながらも、実際にはインド以外には広まっていないため、民族宗教として扱われている。